# Jože Košar
Jože Košar, slovenski klasični filolog, šolnik, urednik, založnik, prevajalec, * 16. marec 1908, Stročja vas pri Ljutomeru, † 21. maj 1982, Maribor.

## Življenje
Rodil se je vaškemu kolarju, ki je  leta 1916 padel v vojni, in dninarici. Osnovno šolo je obiskoval v Ljutomeru, pri čemer ga je do 3. razreda finančno podpiral učitelj Zaherl, od 4. razreda naprej in vse do konca študija pa se je z inštruiranjem in priložnostnimi deli preživljal sam. Šolanje je nadaljeval na Klasični gimnaziji Maribor. Od leta 1928 do 1932 je študiral latinščino, grščino, zgodovino in arheologijo na ljubljanski univerzi. V času študija je bil član Akademskega društva Triglav, nekaj časa tudi njegov tajnik in predsednik. V letih 1934-41 in 1950-59 je bil profesor in ravnatelj na Klasični gimnaziji Maribor, po njeni ukinitvi pa v šolskem letu 1959/60 še na Prvi gimnaziji Maribor. Leta 1939 se je v Mariboru poročil z učiteljico Zdenko Vodenik. V času vojne je od aprila do junija 1941 bil v različnih nemških taboriščih kot ujetnik. Konec istega leta je bil izpuščen iz ujetništva in se vrnil v Maribor ter bil brez službe do jeseni 1943, ko ga je nemški delovni urad poslal na delovno mesto uradnika v Judenburg na Zgornjo Štajersko. Delovno mesto je oktobra 1944 samovoljno zapustil in do oktobra 1945 ilegalno živel v Ljutomeru. Leta 1945 je ravnateljeval na Nižji gimnaziji v Gornji Radgoni, leta 1947 je bil zaposlen na Ministrstvu za prosveto v Ljubljani in dve leti pozneje na Ministrstvu za zunanje zadeve v Beogradu. Kljub nespornim dispozicijam za diplomatsko službo se je vrnil v Maribor in sodeloval pri ustanovitvi Založbe Obzorja (1950), pri kateri je sprva bil zunanji urednik, od leta 1960 do 1973 pa glavni urednik in direktor. Po upokojitvi (pa tudi že prej) je bil dejaven kot prevajalec, tik pred smrtjo leta 1982 je prevedel Platonove Zakone.

## Delo

### Založniško in uredniško delo
Kot urednik in direktor Založbe Obzorja je dajal prednost domačim ustvarjalcem in začetnikom. Mnoge od njih so druge založbe, npr. ljubljanske, zavračale, Košar jim je dal priložnost, da se prvič predstavijo bralcem. Izdajal je tudi dela, ki jih ni hotela ali upala nobena druga slovenska založba, npr. roman Črni dnevi in beli dan Dominika Smoleta. S pritegnitvijo spretnih sodelavcev je založba izdajala tako komercialne izdaje (vendar ne kiča) kot zahtevnejše, kot je zbirka Iz antičnega sveta, Kulturni spomeniki ter zbirka Znamenja, ki sta jo zasnovala skupaj z Dušanom Pirjevcem. Med drugim je bil urednik revije Nova obzorja (1948–1964), ki je bila naslednica predvojnih Obzorij in predhodnica današnjih Dialogov. Pritegnil in združil je večje število pesnikov, prozaistov, esejistov in kritikov, izhajajočih povečini iz mariborskega okolja, pa tudi iz drugih predelov Slovenije. Po trinajstih letih, ko je iz založbe odšel v pokoj, je zapustil ugleden in zvrstno raznolik založniški program in prvo slovensko tovarno gramofonskih plošč Helidon v Ljubljani, ustanovljeno leta 1967.

### Prevajanje
V pokoju se je posvetil prevajanju družboslovne, filozofske in antične književnosti. Skupno je prevedel 30 del, po nekaterih podatkih celo 38. Vsi njegovi prevodi so z redkimi izjemami izhajali pod psevdonimi Mirko Košir, Jože Kolar, Tone Ločnikar, Peter Kolar in drugi. Iz grščine je prevedel Platonovo Državo, 1976 (COBISS), za katero je leta 1977 prejel Sovretovo nagrado, Zakone, 1982 (COBISS) ter Bajke o Herakleju in drugih grških junakih, 1953 (COBISS). Iz angleške in nemške književnosti je prevajal dela Hansa Habeja (COBISS), Pearl S. Buck (COBISS), Aarona Edwarda Hotchnerja (COBISS) ter Hansa Hellmuta Kirsta (COBISS), biografije, dela humanistov in ljudske pravljice.